# 잉엔볼
잉엔볼(독일어: Ingenbohl)은 스위스 슈비츠주 슈비츠구의 자치체이다.

## 역사
잉엔볼은 1387년에 uff Ingenbol로 처음 언급되었다.

## 지리
잉엔볼의 면적은 2006년 기준으로 13.5k㎡이다. 이 지역 중 31%는 농업용으로 사용되며 49.1%는 산림이다. 나머지 토지 중 16.1%는 정착지(건물 또는 도로)이고 나머지(3.8%)는 비생산적(강, 빙하 또는 산)이다.
잉엔볼은 루체른 호수를 따라 위치해 있다. 잉엔볼 마을과 브루넨(Brunnen), 빌렌(Wilen), 슈렝기겐(Schränggigen) 및 운터쇠넨부흐(Unterschönenbuch)의 작은 마을과 흩어져 있는 농가로 구성되어 있다.

## 인구통계
2020년 12월 31일 기준, 잉엔볼의 인구는 8,977명이다. 2007년 기준으로 전체 인구의 19.4%가 외국인이다. 지난 10년 동안 인구는 16.1%의 비율로 증가했다. 2000년 기준, 대부분의 인구는 독일어(88.9%)를 사용하며, 세르보-크로아티아어가 두 번째로 많이 사용(3.5%)하고, 이탈리아어가 세 번째(2.4%)이다.
2000년 기준으로 인구의 성별 분포는 남성이 45.2%, 여성이 54.8%였다. 2008년 현재 잉엔볼의 연령 분포는 다음과 같다. 1,724명(인구의 23.0%)이 0~19세이다. 2,069명(27.7%)이 20~39세, 2,325명(31.1%)이 40~64세이다. 고령자 분포는 667명(8.9%)이 65~74세이다. 70~79세는 470명(6.3%), 80세 이상은 227명(3.03%)이다. 잉엔볼에는 100세 이상 노인이 한 명 있다.
2000년 기준 2,899가구 중 892가구(약 30.8%)가 1인 가구이다. 148명(약 5.1%)은 5인 이상의 대가족이다.
2007년 선거에서 가장 인기 있는 정당은 득표율 38.1%를 얻은 SVP였다. 다음으로 가장 인기 있는 세 정당은 CVP (29.4%), SPS (16.1%), FDP (12.2%)였다.
전체 스위스 인구는 일반적으로 교육 수준이 높다. 잉엔볼에서는 인구의 약 68.5%(25-64세)가 비필수 고등교육 또는 추가 고등교육(대학 또는 응용학문대학)을 완료했다.
잉엔볼의 실업률은 1.8%이다. 2005년 현재 1차 경제 부문에 109명이 고용되어 있으며, 이 부문에 약 39개 기업이 참여하고 있다. 452명이 2차 부문에 고용되어 있고, 이 부문에 61개의 기업이 있다. 2,127명이 3차 부문에 고용되어 있으며, 이 부문에는 272개의 기업이 있다.
2000년 인구 조사에 따르면 5,813명(77.7%)이 로마 가톨릭 신자이고, 661명(8.8%)이 스위스 개혁 교회에 속해 있다. 나머지 인구 중 크리스찬 가톨릭 교회 신자는 5명(약 0.07%), 정교회 신자는 191명(인구의 약 2.55%)이며, 다른 기독교 교회에 속한 5명 미만의 개인이다. 유대인은 5명(인구의 약 0.07%)이고, 이슬람교는 276명(약 3.69%)이다. 인구 조사에 포함되지 않은 다른 교회에 속한 59명의 개인(약 0.79%)이 있으며, 교회에 속하지 않은 300명(약 4.01%)이 있으며, 불가지론자 또는 무신론자가 168명(약 2.25%)가 질문에 대답하지 않았다.
역사적 인구는 다음 표에 나와 있다.
| 년도 | 인구  |
| ---- | ----- |
| 1850 | 1,548 |
| 1900 | 3,070 |
| 1950 | 4,442 |
| 1980 | 6,232 |
| 2000 | 7,482 |
| 2005 | 7,863 |
| 2007 | 8,209 |

## 교통
고트하르트 철도의 브루넨역에는 매시간 인터레기오 열차가 운행되며, 슈타트반 추크의 S2 선이 추크, 아트-골다우 및 에르스트펠트 사이를 매시간 운행하고, 루체른 S-반의 S3도 매시간 루체른을 운행한다.